# Грант
Гра́нти (від англ. grant — дар, пожертвування) — ресурси, що надаються у формі майна, робіт і послуг; коштів у національній чи іноземній валюті з повним або  частковим  фінансуванням  приватними, корпоративними,  суспільними,  урядовими та  міжнародними  грантодавцями  на  безвідкличній та безоплатній основі представникам органів влади та місцевого самоврядування, мікро-, малого та середнього бізнесу, громадського сектору та приватним особам на реалізацію цільових проєктів та заходів організаційного  розвитку.

## Приклади діяльності, що оплачується грантами

### Для неприбуткових компаній гранти надаються для
- проведення заходів організаційного розвитку;
- здійснення інформування та пропагування певних цінностей;
- організації роз’яснювальних кампаній;
- втілення адвокаційних заходів;
- реалізації соціальних, екологічних проєктів;
- інші соціально цінні ініціативи і т.п.

### Для комерційних компаній гранти надаються для
- проведення аналізу ринку;
- розширення виробництва;
- будівництва;
- закупівлі обладнання;
- закупівлі транспорту;
- перепрофілювання діяльності або адаптації до нових умов;
- запуску соціального підприємства;
- створення прототипу  продукту;
- участі у міжнародній конференції, виставці/форумі;
- отримання експертної або менторської підтримки;
- організації бізнес-заходу
- розробки інновацій т.п.

### Для органів влади та місцевого самоврядування гранти надаються для
- покращення соціальної та комунальної інфраструктура;
- зміцнення системи публічного обслуговування мешканців;
- реалізації заходів економічного, соціального, культурного, туристичного розвитку громади;
- втілення інфраструктурних об'єктів і т.п[2].

## Основні ознаки гранту
- цільовий характер надання;
- має характер допомоги, що надається за рахунок коштів, закумульованих у фондах грантодавців;
- надання для зміцнення інституційної, організаційної та фінансової спроможності реципієнта,
- надання для реалізації конкретного проєкту задля досягнення економічного, соціального та екологічного ефекту;
- надання у грошовій або натуральній формі;
- безоплатність та безповоротність;
- безвідкличність.[3]

## Класифікація грантів
Гранти можна поділяти на види, класифікувавши їх залежно від:
- суми та співфінансування;
- виду витрат, на які можна спрямувати грантові ресурси;
- їх походження;
- наявність посередника між головним донором та кінцевим отримувачем грантової допомоги;
- послуги, яку він покриває;
- витрат, які він покриває;
- суб’єктності грантодавця;
- швидкості отримання;
- типу проєкту;
- типу донора;
- форми грантової допомоги;
- кількості виконавців;
- стратегічних цілей грантодавця і грантоотримувача;
- доступності[4].

## Суб'єкти грантової діяльності
Виділяють дві групи суб'єктів грантової діяльності: грантодавці та грантоотримувачі.
Грантодавцями можуть виступати: міжнародні організації, урядові донори, суспільні донори, приватні донори, корпоративні донори. Грантоотримувачами часто є:  представники влади, місцевого самоврядування, мікро-, малого та середнього бізнесу, кооперативів, громадського сектору, фізичні особи тощо.

## Роль грантів у розвитку суспільства
За допомогою грантів здійснюється необхідна підтримка проєктів, котрі не є прибутковими, але відіграють важливу роль у розвитку суспільства, міста або навчального закладу. Діяльність, що не отримує адекватного фінансування з боку держави, також може бути підтримана за допомогою грантів. Наприклад, некомерційні організації, що існують в країні, часто опираються на гранти як на основне або навіть єдине джерело свого доходу (він необхідний для оплати приміщення і техніки, праці співробітників).

## Процедура отримання
Процес залучення грантових ресурсів складається з чотирьох етапів: 
1. Пошук актуального і релевантного грантового конкурсу/програми.
2. Адаптація ідеї/потреби заявника до пріоритетів грантодавця.
3. Розробка проєктної пропозиції.
4. Участь у грантовому конкурсі.[6]

## Приклади організацій, що надають гранти
- Міжнародні  організації: МОМ, ООН,  Міжнародний Вишеградський  фонд  та ін.
- Урядові   донори: Державний департамент США,  Німецьке  бюро міжнародної співпраці (GIZ), Посольство Федеральної Республіки Німеччина в Україні та ін.
- Суспільні донори: Фонд Конрада Аденауера,  Фонд імені Фрідріха Еберта[7],  Фонд Фрідріха Науманна “За свободу"[8] та ін.
- Приватні   донори: Фонд Рокфеллера,  Фонд Чарльза Стюарта Мотта[9]  та ін.
- Корпоративні  донори:  Компанія “Монсанто”,  Intercultural  Innovation  Award[10] та ін.[11]